# Córrego Saltinho
Córrego Saltinho é um rio brasileiro do estado de São Paulo, na cidade de Saltinho. É um dos principais cursos d'água que banham o município. É afluente do Ribeirão Piracicamirim.